# Shanne
Shanne er en dansk dokumentarserie i fem afsnit fra 2012 med manuskript og instruktion af Ulla Søe og Sussie Weinold.
Tv-serien er baseret på de samme personer og optagelser som dokumentarfilmen Shanne og veninderne fra 2012.

## Handling
Shanne på 13 og Emma på 12 er veninder. De gik i klasse sammen, indtil Emma flyttede klasse. Shanne fik en ny veninde, Jasmin, men nu flytter hun også! Livet som teenager er fyldt med udfordringer, især når det handler om veninder. Serien åbner døren ind til pigeværelset, det fortrolige rum, hvor følelserne vendes og drejes. Det er hårdt og det er sjovt og det er for piger. Serien følger den 13-årige halv-columbianske Shanne, der er optaget af at finde ud af hvem hun er, og hvor hun hører til. Vi følger Shanne i et vigtigt år af hendes liv. Først forlader endnu en klasseveninde klassen og Shanne føler sig meget alene. Heldigvis bliver klassen delt og andre elever kommer til, så nye venskaber kan opstå. Shanne får mod på at begynde til fodbold sammen med de nye veninder - men det betyder, at forholdet til Emma bliver mere skrøbeligt. Jalousien breder sig, og den engang så tætte hjerteveninde viser sig ikke altid at være så vigtig alligevel.

## Afsnit
| # | Titel                 | Første sendedag |
| - | --------------------- | --------------- |
| 1 | "Alene i klassen"     |                 |
| 2 | "Seks uger uden Emma" |                 |
| 3 | "En helt ny klasse"   |                 |
| 4 | "Skænderier med Emma" |                 |
| 5 | "Nye og gamle venner" |                 |